# Mai Charoenpura
Siriwimol Mai Charoenpura (Thaí: ใหม่เจริญปุระ) es una cantante y actriz tailandesa.

## Biografía
Nació en Bangkok, Tailandia, el 5 de enero de 1969. Es una de las cuatro hijas del actor tailandés Surin Charoenpura (nombre artístico: Ruj Ronnapop) y Winee Sontikool. Ella tiene tres hermanas, Venic Charoenpura, y Vipavee Charoenpura, y una media hermana, la actriz Intira Jaroenpura. Mai fue educado en Inglaterra, en Farringtons School. 
Desde la década de 1980, Charoenpura ha actuado en numerosos personajes en la televisión tailandesa y en películas. Como actriz, ella fue la atención internacional por su retrato de la Señora Srisudachan villano en película filmada en 2001, The Legend of Suriyothai, dirigida por Chatrichalerm Yukol, que lo lanzó teatralmente a los Estados Unidos en 2003. 
Como cantante, desde 1989 Charoenpura ha publicado docenas de discos, vídeos musicales y ha actuado en muchos conciertos. En 2007, Charoenpura estuvo en Mánchester, en un concierto organizado por el ex primer ministro tailandés, Thaksin Shinawatra, para celebrar su condición de propietario del Manchester City FC.